# Younes El Aynaoui
Younes El Aynaoui (arabisch يونس العيناوي, DMG Yūnis al-ʿAināwī; * 12. September 1971 in Rabat) ist ein ehemaliger marokkanischer Tennisspieler.

## Karriere
Er gewann in seiner Karriere fünf ATP-Turniere: 1999 in Amsterdam, 2001 in Bukarest und 2002 in Casablanca, Doha und München. Bei 11 weiteren Turnieren erreichte er das Finale. Seine größten Erfolge bei Grand-Slam-Turnieren gelangen ihm bei den Australian Open und den US Open, wo er jeweils zweimal ins Viertelfinale einziehen konnte.
2003 unterlag El Aynaoui im Viertelfinale der Australian Open in einem engen Fünfsatzmatch Andy Roddick mit 19:21 im letzten Satz. Es war der längste Entscheidungssatz in der Geschichte der Grand-Slam-Turniere bis zur Erstrundenbegegnung zwischen John Isner und Nicolas Mahut in Wimbledon im Jahr 2010.
Am 3. Dezember 2005 wurde El Aynaoui bei einem Turnier in Italien positiv auf Cannabis getestet.
Ab 2006 spielte er in der deutschen Bundesliga für den Erfurter TC Rot-Weiß.
El Aynaoui, der zu den populärsten Personen des Landes gehört, wurde von Marokkos König mit den höchsten Auszeichnungen geehrt.

## Erfolge
| Legende (Anzahl der Siege)                       |
| Grand Slam                                       |
| ATP World Tour Finals                            |
| ATP Masters Series ATP World Tour Masters 1000   |
| ATP International Series Gold ATP World Tour 500 |
| ATP International Series ATP World Tour 250 (5)  |
| ATP Challenger Series ATP Challenger Tour (15)   |

### Einzel

#### Turniersiege

##### ATP World Tour
| Nr. | Datum              | Turnier    | Belag     | Finalgegner      | Ergebnis      |
| --- | ------------------ | ---------- | --------- | ---------------- | ------------- |
| 1.  | 2. August 1999     | Amsterdam  | Sand      | Mariano Zabaleta | 6:0, 6:3      |
| 2.  | 10. September 2001 | Bukarest   | Sand      | Albert Montañés  | 7:6, 7:6      |
| 3.  | 31. Dezember 2001  | Doha       | Hartplatz | Félix Mantilla   | 4:6, 6:2, 6:2 |
| 4.  | 8. April 2002      | Casablanca | Sand      | Guillermo Cañas  | 3:6, 6:3, 6:2 |
| 5.  | 29. April 2002     | München    | Sand      | Rainer Schüttler | 6:4, 6:4      |

##### ATP Challenger Tour
| Nr. | Datum              | Turnier         | Belag     | Finalgegner        | Ergebnis      |
| --- | ------------------ | --------------- | --------- | ------------------ | ------------- |
| 1.  | 4. Juli 1993       | Porto           | Sand      | Jordi Arrese       | 7:5, 0:6, 6:4 |
| 2.  | 27. März 1994      | Agadir          | Sand      | Franco Davín       | 6:3, 1:6, 6:3 |
| 3.  | 20. August 1995    | Genf            | Sand      | Karim Alami        | 6:1, 6:4      |
| 4.  | 8. Oktober 1995    | Syrakus         | Sand      | Magnus Norman      | 6:2, 6:2      |
| 5.  | 23. November 1997  | Guadalajara     | Sand      | Rogier Wassen      | 6:4, 6:7, 6:4 |
| 6.  | 5. Juli 1998       | Ulm (1)         | Sand      | Dinu Pescariu      | 6:4, 6:3      |
| 7.  | 19. Juli 1998      | Contrexéville   | Sand      | Arnaud Di Pasquale | 6:4, 6:7, 6:0 |
| 8.  | 2. August 1998     | Scheveningen    | Sand      | Martín Rodríguez   | 6:3, 6:1      |
| 9.  | 27. September 1998 | Stettin         | Sand      | Jens Knippschild   | 6:3, 6:4      |
| 10. | 4. Oktober 1998    | Maia            | Sand      | Stefan Koubek      | 4:6, 6:2, 6:4 |
| 11. | 22. November 1998  | Buenos Aires IV | Sand      | Alberto Martín     | 7:6, 6:1      |
| 12. | 4. Juli 1999       | Ulm (2)         | Sand      | Andrew Ilie        | 7:64, 6:3     |
| 13. | 5. Dezember 1999   | Caracas         | Hartplatz | Gastón Etlis       | 6:3, 7:612    |
| 14. | 22. April 2007     | Marrakesch      | Sand      | Peter Luczak       | 6:2, 6:4      |
| 15. | 20. April 2008     | Chiasso         | Sand      | Alberto Martín     | 7:62, 6:3     |

#### Finalteilnahmen
| Nr. | Datum             | Turnier      | Belag     | Finalgegner            | Ergebnis                |
| --- | ----------------- | ------------ | --------- | ---------------------- | ----------------------- |
| 1.  | 21. März 1993     | Casablanca   | Sand      | Guillermo Pérez Roldán | 4:6, 3:6                |
| 2.  | 7. Januar 1996    | Doha         | Hartplatz | Petr Korda             | 6:75, 6:2, 6:75         |
| 3.  | 14. Januar 1996   | Jakarta      | Sand      | Sjeng Schalken         | 5:7, 1:6, 1:6           |
| 4.  | 4. August 1996    | Amsterdam    | Sand      | Francisco Clavet       | 5:7, 1:6, 1:6           |
| 5.  | 15. November 1998 | Viña del Mar | Sand      | Francisco Clavet       | 6:4, 6:4                |
| 6.  | 12. März 2000     | Bogotá       | Sand      | Mariano Puerta         | 4:6, 6:75               |
| 7.  | 22. Juli 2001     | Amsterdam    | Sand      | Àlex Corretja          | 3:6, 7:5, 6:7, 6:3, 4:6 |
| 8.  | 14. Oktober 2001  | Lyon         | Teppich   | Ivan Ljubičić          | 3:6, 2:6                |
| 9.  | 3. März 2002      | Dubai        | Hartplatz | Fabrice Santoro        | 4:6, 6:3, 3:6           |
| 10. | 14. Juli 2002     | Båstad       | Sand      | Carlos Moyá            | 3:6, 6:2, 5:7           |
| 11. | 13. April 2003    | Casablanca   | Sand      | Julien Boutter         | 2:6, 6:2, 1:6           |

## Abschneiden bei Grand-Slam-Turnieren

### Einzel
| Turnier         | 1994 | 1995 | 1996 | 1997 | 1998 | 1999 | 2000 | 2001 | 2002 | 2003 | 2004 | 2005 | Karriere |
| --------------- | ---- | ---- | ---- | ---- | ---- | ---- | ---- | ---- | ---- | ---- | ---- | ---- | -------- |
| Australian Open | 2    | 1    | —    | —    | —    | 2    | VF   | 1    | 3    | VF   | 1    | —    | VF       |
| French Open     | 1    | AF   | 1    | —    | —    | 2    | AF   | 2    | 2    | 3    | —    | —    | AF       |
| Wimbledon       | 1    | —    | 1    | —    | —    | 2    | 3    | 3    | 1    | 3    | —    | —    | 3        |
| US Open         | 1    | —    | 1    | —    | —    | 2    | 1    | 1    | VF   | VF   | 1    | 1    | VF       |

Zeichenerklärung: S = Turniersieg; F, HF, VF, AF = Einzug ins Finale / Halbfinale / Viertelfinale / Achtelfinale; 1, 2, 3 = Ausscheiden in der 1. / 2. / 3. Hauptrunde; Q1, Q2, Q3 = Ausscheiden in der 1. / 2. / 3. Runde der Qualifikation; n. a. = nicht ausgetragen

### Doppel
| Turnier         | 2003 | 2004 | 2005 | Karriere |
| --------------- | ---- | ---- | ---- | -------- |
| Australian Open | 2    | —    | —    | 2        |
| French Open     | AF   | —    | —    | AF       |
| Wimbledon       | 2    | —    | —    | 2        |
| US Open         | 1    | —    | 1    | 1        |